# Ruïnes (Rigalt)
Ruïnes és una pintura a l'oli realitzada per Lluís Rigalt el 1865 i que actualment s'exposa al Museu Nacional d'Art de Catalunya de Barcelona. És la reelaboració idealitzada i enriquida amb detalls nous d'un apunt del natural que Rigalt havia fet d'un monument medieval no identificat encara.
El Romanticisme, sense gaudir d'una acusada personalitat a Catalunya, va donar alguns artistes de gran rellevància tant en el gènere del paisatge com en el del retrat. Un dels més destacats és Rigalt, el qual interpreta la natura com un escenari capaç de despertar sentiments evocadors.
Aquesta tela és una de les obres més conegudes de Rigalt, on demostra el seu fervor romàntic per l'arquitectura medieval, que, si bé ja era palès en els seus dibuixos des de feia temps, triga més a fer-se evident en pintures de gran envergadura. El pintor concedeix el protagonisme a tots els elements de la composició, com ara la presència destacada d'un cel d'intensa tonalitat blava amb uns núvols que dificulten la irradiació de la llum solar. De tota manera, sembla del tot clar que Rigalt focalitza el seu interès en una església amb capçalera romànica que ocupa el primer terme de la composició, construcció que adquireix unes grans proporcions en comparació amb les de la figura situada a prop. D'altra banda, la presència d'un edifici en ruïnes envoltat de matolls, manifestació d'una naturalesa orgànica, és un dels temes tradicionals de l'estètica romàntica i un símbol del pas del temps.